# Не дразни меня, Нагаторо-сан!
«Не дразни меня, Нагаторо-сан!» (яп. イジらないで、長瀞さん Идзиранайдэ, Нагаторо-сан) — манга, созданная японским геймдизайнером и мангакой под псевдонимом «Нанаси» (яп. ナナシ), также известным как «774». Ранняя версия манги была опубликована на сайте Pixiv 16 августа 2011 года. С 1 ноября 2017 по 23 июля 2024 года работа публиковалась на сайте и в приложении Magazine Pocket издательства Kodansha. Её сюжет адаптирован в формат аниме-сериала, состоящего из двух сезонов. Трансляция первого сезона производства студии Telecom Animation Film прошла с апреля по июнь 2021 года, а трансляция второго, за производство которого отвечала OLM, — с января по март 2023 года.

## Сюжет
Когда школьник-интроверт Наото внезапно встречает девушку по фамилии Нагаторо, его жизнь переворачивается с ног на голову. Изначально она спокойно наблюдает за его реакцией на словесные подколы со стороны некоторых старшеклассниц, у которых явно нет доброго умысла, затем «присваивает» его себе, то есть с этого момента только она имеет право над ним всячески издеваться, но взамен защищает своего сэмпая от издевательств других. Однако вскоре становится понятно, что поддразнивания Нагаторо на самом деле благонамеренные и кокетливые, а со временем и сам Наото это осознаёт.

## Персонажи
- Наото Хатиодзи (яп. 八王子 直人 Хатио:дзи Наото) / Сэмпай (яп. センパイ)

Сэйю: Дайки Ямасита
Главный герой манги. Он робкий интроверт, тщательно избегающий социального контакта с другими людьми. После знакомства с Нагаторо и её друзьями он становится более уверенным в себе. Иногда занимается рисованием своей собственной манги. Нагаторо называет его «сэмпаем», хотя в оригинальной веб-манге его звали Наото Хатиодзи. Одноклассники называют его Нао-кун (яп. 直君).
- Хаясэ Нагаторо (яп. 長瀞 早瀬 Нагаторо Хаясэ)

Сэйю: Сумирэ Уэсака
16-летняя девушка, которой нравится постоянно дразнить Наото. Изначально кажется, что она пытается его задеть своими раздражающими приколами, но потом выясняется, что этим она выражает свою влюбленность в Наото. В ситуациях где кто-то, но не Нагаторо дразнит Наото (больше всего это делают её друзья), Нагаторо сразу становится очень агрессивной. Её друзья зовут её «Хаятти» (яп. ハヤっち), и иногда кажется, что они её раздражают.
- Гамо-тян (яп. ガモちゃん) / Маки Гамо (яп. 蒲生まき Гамо: Маки)

Сэйю: Микако Комацу
Гамо-тян — член группы друзей Нагаторо. Она самая зрелая среди своих сверстниц и несмотря на внешнюю неотёсанность, относится к Нагаторо и остальным членам группы как «старшая сестра». Похоже, у неё с Нагаторо идёт какое-то дружеское соперничество. Как первый человек, который понимает, что у Нагаторо действительно есть чувства к сэмпаю, любит дразнить их обоих. Она любит называть сэмпая «Пайсэн» (яп. パイセン), и хотя вначале она относится к нему критично, вскоре смягчается.
- Ёсси (яп. ヨッシー Ёсси:)

Сэйю: Айна Судзуки
Ёсси — ещё один член группы друзей Нагаторо. Обычно она везде следует за Гамо-тян и соглашается с любыми её планами. Можно понять, что она не особенно умна, но её энергичность и менталитет последователя ставят её в один ряд с Гамо-тян. Большая часть того, что она говорит — это уже сказанные слова другого человека.
- Сакура (яп. 桜)

Сэйю: Сиори Идзава
Сакура — наиболее непримечательный член группы друзей Нагаторо, она появляется в 26 главе просто из ниоткуда. У неё тёмная кожа, как у Нагаторо, а также светлые волосы. Внешне она милая и довольно спокойная, но в глубине души она сеет семена ревности в группах мальчиков, которые соревнуются за её внимание. Она часто говорит о том, что хочет повеселиться с множеством парней.
- Президент клуба рисования (яп. 部長 Бутё:) / Сана Суномия (яп. 須ノ宮 さな Суномия Сана)

Сэйю: Нана Мидзуки
У неё длинные волосы и алые глаза. Она всегда суровая и серьёзная, но иногда склонна быть довольно бесстыдной. Имеет довольно зрелую фигуру для девушки её лет. Несмотря на свою жёсткость, она относится к сэмпаю с уважением, в отличие от Нагаторо. Президент имеет некую схожесть с женским персонажем из одной из манг сэмпая. После выпуска из старшей школы поступает в Токийский университет искусств.
- Мисаки Нагаторо (яп. 長瀞 岬 Нагаторо Мисаки) / Старшая сестрёнка Торо (яп. 姉瀞 Анэ Торо)

Старшая сестра Нагаторо, студентка университета, которая очень любит как баловать свою младшую сестру, так и дразнить и смущать её. Она была показана как своего рода модель и доверенное лицо Нагаторо. Впервые появляется в 59 главе манги.
- Орихара (яп. 折原)

Дзюдоистка, кандидат в олимпийскую сборную, учащаяся в одной параллели с Нагаторо. Появляется в 58 главе манги. В детстве она и Нагаторо вместе занимались дзюдо, где Нагаторо её постоянно побеждала, но благодаря своему усердию Орихара постепенно стала лучше, а Нагаторо после поражения от неё бросила занятия единоборствами. При этом Орихара не подозревала о затаённой Нагаторо обиде и всегда относилась к ней очень дружелюбно. Когда Нагаторо возобновила занятия дзюдо, Орихара вместе с Гамо-тян стала поддерживать и поддразнивать её по поводу отношений с сэмпаем.
- Хана Суномия (яп. 須ノ宮 ハナ Суномия Хана)

Двоюродная сестра Главы клуба рисования, которая переходит в старшую школу в начале нового учебного года (82 глава манги). Была с сэмпаем в одном клубе рисования, когда они учились в средней школе. Поддерживает сэмпая в отношениях с Нагаторо и помогает ему советами, хотя Нагаторо относится к ней с подозрением из-за боязни, что сэмпай проявит к Суномии романтический интерес.
- Тайга Нагаторо (яп. 長瀞 大河 Нагаторо Тайга)

Брат Нагаторо, средний ребёнок в семье. Один из персонажей оригинального веб-комикса 2011 года, в манге упоминается в главе 16 и появляется в главе 93. Несмотря на хулиганский вид, он спокойный, дружелюбный и расслабленный молодой человек, который заботится о своей младшей сестре, хотя периодически её подкалывает. При первой встрече сэмпай принимает его за бойфренда Нагаторо, из-за чего испытывает ревность. В 104 главе намекается, что он является объектом романтического интереса Гамо-тян. В первоначальном веб-комиксе его зовут Итиро («一郎», дословно «первый сын»), но в манге его имя Тайга Нагаторо.

## Медиа

### Манга
Публикация манги началась автором на сайте Pixiv. Первые иллюстрации с Нагаторо появились 16 августа 2011 года.
Манга «Не дразни меня, Нагаторо-сан!» публиковалась в онлайн-журнале Magazine Pocket издательства Kodansha с 1 ноября 2017 по 23 июля 2024 года. Первый том манги был выпущен в печать под импринтом Shonen Magazine Comics издательства Kodansha 9 марта 2018 года. Релиз второго тома манги состоялся 8 июня 2018 года. В дополнение к стандартному изданию существует также специальное издание, содержащее работы нескольких других художников.
3 июня 2024 года стало известно о том, что манга завершится на 154-й главе. Последний двадцатый том-танкобон поступил в продажу 7 августа 2024 года.
Северо-американским лицензиатом этой манги стала Vertical; первый том манги на английском языке был выпущен в ноябре 2019 года. На территории России манга лицензирована издательством XL Media. На русском языке она выходит под названием «Не дразни меня, Нагаторо-сан!» с июня 2024 года.

#### Список томов
Оригинальное издание
| № | Дата публикации    | ISBN                                               |
| --- | ------------------ | -------------------------------------------------- |
| 01 | 9 марта 2018 г.    | ISBN 978-4-0651-1196-3                             |
| Сэмпай знакомится с Нагаторо и её подругами. |                    |                                                    |
| 02 | 8 июня 2018 г.     | ISBN 978-4-0651-1675-3 ISBN 978-4-0651-1990-7 (СИ) |
| Во сне Сэмпай мечтает о кошкодевочках. В реальности Нагаторо продолжает коммуницировать с ним балансируя на грани флирта и издевательств. |                    |                                                    |
| 03 | 9 октября 2018 г.  | ISBN 978-4-0651-2176-4 ISBN 978-4-0651-3635-5 (СИ) |
| Нагаторо подстригает Сэмпаю волосы. Во время дождя Нагаторо приглашает Сэмпая в гости, где они играют в видеоигры. Обмениваются номерами телефонов, чуть позже идут на пляж. |                    |                                                    |
| 04 | 8 февраля 2019 г.  | ISBN 978-4-0651-4440-4                             |
| Сэмпай и Нагаторо постоянно тренируются, ходят на фестивали и проводят время с группой подруг Нагаторо. |                    |                                                    |
| 05 | 7 июня 2019 г.     | ISBN 978-4-0651-5305-5 ISBN 978-4-0651-6748-9 (СИ) |
| Нагаторо ищет эромангу в комнате клуба. Чтобы избавиться от сталкера, Сакура уговаривает Сэмпая пойти с ней на притворное свидание. Нагаторо нейтрализует сталкера. |                    |                                                    |
| 06 | 8 ноября 2019 г.   | ISBN 978-4-0651-7518-7 ISBN 978-4-0651-7519-4 (СИ) |
| Сэмпай и девушки пытаются победить президента клуба рисования в художественном конкурсе. |                    |                                                    |
| 07 | 9 марта 2020 г.    | ISBN 978-4-0651-8517-9 ISBN 978-4-0651-8787-6 (СИ) |
| Нагаторо учит Сэмпая подкрадываться к кому-то сзади. Президент клуба дает Сэмпаю и Нагаторо билеты в зоопарк. Сэмпай учит Нагаторо рисовать. |                    |                                                    |
| 08 | 9 июля 2020 г.     | ISBN 978-4-0652-0103-9 ISBN 978-4-0652-0104-6 (СИ) |
| Сэмпай подворачивает лодыжку. Нагаторо и ее подруги доносят его до финиша. Сэмпай идет в гости к Нагаторо и встречает там ее старшую сестру. |                    |                                                    |
| 09 | 9 ноября 2020 г.   | ISBN 978-4-0652-1245-5 ISBN 978-4-0652-1249-3 (СИ) |
| Пока Сэмпай болеет, Нагаторо заботится о нем, в бреду ему снится, что она его жена. Сэмпай и Нагаторо празднуют Рождество. |                    |                                                    |
| 10 | 9 марта 2021 г.    | ISBN 978-4-0652-2644-5 ISBN 978-4-0652-2647-6 (СИ) |
| Сэмпай посещает храм, где Нагаторо подрабатывает мико. Нагаторо и Сэмпай катаются на лыжах. Сэмпай хочет участвовать в школьном турнире по дзюдо. |                    |                                                    |
| 11 | 6 августа 2021 г.  | ISBN 978-4-0652-4023-6                             |
| Сэмпай и Нагаторо участвуют в школьном турнире по дзюдо. В клуб рисования приходит младшая сестра президента. Сэмпай приглашает Нагаторо на свидание. |                    |                                                    |
| 12 | 9 декабря 2021 г.  | ISBN 978-4-0652-6278-8                             |
| Сэмпай и Нагаторо идут на свидание. Готовят друг другу бэнто. Сэмпай встречает брата Нагаторо. Нагаторо травмирует руку. |                    |                                                    |
| 13 | 8 апреля 2022 г.   | ISBN 978-4-0652-7519-1                             |
| Сэмпай и Нагаторо путают раздевалки в школе. Сэмпая назначают планировать школьную экскурсию в Киото, Нагаторо и её подруги записываются в его группу. |                    |                                                    |
| 14 | 9 августа 2022 г.  | ISBN 978-4-0652-8772-9                             |
| Сэмпай и Нагаторо с подругами едут в Киото. В конце поездки Сэмпай понимает, что влюблён в Нагаторо. |                    |                                                    |
| 15 | 6 января 2023 г.   | ISBN 978-4-0653-0336-8                             |
| После осознания чувств к Нагаторо они сближаются ещё сильнее, однако у него остаётся проблема неуверенности в себе, отражаемая в его картинах. В желании помочь Нагаторо обращается к президенту, с которой она не ладит. Но когда методы президента оказываются очень экстравагантными, Нагаторо предстоит решить, на что она готова ради Сэнпая |                    |                                                    |
| 16 | 9 мая 2023 г.      | ISBN 978-4-0653-1656-6                             |
| В преддверии судьбоносного турнира по дзюдо и пробного экзамена Нагаторо и Сэнпай с болью расстаются, чтобы провести время за интенсивнейшими тренировками в лагерях своих клубов. Но с огромной радостью они обнаруживают, что их тренировочные лагеря объединены в один. Однако требования высококлассных тренеров приводят к напряжению для всех. Неожиданно «случайная» встреча заготавливает суровое испытание для проверки отношений Нагаторо и Сэнпая |                    |                                                    |
| 17 | 8 сентября 2023 г. | ISBN 978-4-0653-2882-8                             |
| Совместные тренировочные лагеря подходят к концу, и результаты Нагаторо и Сэнпая становятся всё лучше и лучше. После окончания лагеря Нагаторо следит за Сэнпаем во время его занятий в подготовительной школе и, к своему разочарованию, обнаруживает в его окружении новую девушку, от которой наверняка стоит ожидать неприятностей |                    |                                                    |
| 18 | 7 декабря 2023 г.  | ISBN 978-4-0653-3935-0                             |
| Долгожданный день настал: пробный экзамен сэмпая и турнир Нагаторо начаты. Учитывая, насколько их отношения зависят от результатов, эти двое готовы к важнейшей битве. Сможет ли сэмпай получить возможность признаться Нагаторо в своих чувствах? Или его обещание, данное Нагаторо, рухнет? |                    |                                                    |
| 19 | 9 апреля 2024 г.   | ISBN 978-4-0653-5162-8                             |
| После стольких тренировок и ожиданий настал момент Х: до решающего поединка Нагаторо с Орихарой остаётся всего несколько минут. Однако чем ближе поединок, тем сильнее Нагаторо нервничает. Сможет ли она наверстать столь огромную упущенную разницу? Или олимпийская мечта возьмёт верх над любовью и приведёт Орихару к победе? Бой начался, и Сэнпай никак не поможет… или поможет?! После поединка остаётся последнее испытание, от которого зависит дальнейшее развитие отношений Нагаторо и Сэнпая. Хватит ли у Сэнпая решимости?! |                    |                                                    |
| 20 | 7 августа 2024 г.  | ISBN 978-4-0653-6570-0                             |
| Теперь, когда Нагаторо и Сэнпай официально пара, они сталкиваются с новым испытанием — первым поцелуем. Но вскоре Сэнпай совершает серьёзную ошибку, из-за которой их отношения оказываются на грани. В конце концов они мирятся.Даже самые беззаботные деньки когда нибудь закончатся и Сэнпай решает поступить в Токийский университет искусств, а Нагаторо продолжает побеждать в дзюдо. Выступая с прощальной речью, они оба понимают, что говорят друг о друге.Через год Сэнпай возвращается в школу, где они с Нагаторо вновь встречаются. Позже, на день рождения Нагаторо, он неожиданно приезжает из Токио. В разговоре они решают, что будут жить вместе |                    |                                                    |

Издание на русском
В один том русскоязычного издания входит два тома оригинального японского издания.
| №  | Дата публикации  | ISBN                   |
| -- | ---------------- | ---------------------- |
| 01 | 30 мая 2024 г.   | ISBN 978-5-9199-6489-6 |
| 02 | июнь 2024 г.     | ISBN 978-5-9199-6499-5 |
| 03 | август 2024 г.   | ISBN 978-5-9199-6502-2 |
| 04 | сентябрь 2024 г. | ISBN 978-5-9199-6506-0 |
| 05 | октябрь 2024 г.  | ISBN 978-5-9199-6510-7 |

### Аниме
Аниме-адаптация манги была анонсирована 2 июля 2020 на обложке 9 тома манги. Режиссёром данной адаптации является Хирокадзу Ханаи, производством занялась студия Telecom Animation Film, сценарий был создан Таку Кисимото, дизайнером персонажей назначен Мисаки Судзуки, а музыка написана Gin. Начальную композицию данного аниме «EASY LOVE» исполнила Сумирэ Уэсака, также озвучившая Нагаторо. Премьера аниме-адаптации, состоялась 11 апреля 2021 года. В 12 сериях сериала экранизированы события первых 6 томов манги, финальная серия вышла на экраны 27 июня 2021 года.
| Серия | Названия на японском (официальные) | Названия на английском (официальные)                                                                        | Названия на русском (не официальные)                                                                            | Дата премьеры в Японии |
| ----- | --- | --- | --- | ---------------------- |
| 1     | センパイって、ちょっと… / センパイって怒らないんですか？ Сэмпай ттэ, тётто... / Сэмпай ттэ окаранай н дэсу ка?                                                                                  | Senpai Is a Bit... / Senpai, Don’t You Ever Get Angry?                                                      | Сэмпай слегка... / Сэмпай, неужели ты никогда не злишься?                                                       | 11 апреля 2021         |
| 2     | センパイの願望が叶いましたね！！ / ちっす、センパイっ！ Сэмпай но гамбо: га канаимасита нэ!! / Тиссу, Сэмпай!                                                                                   | You Got Your Wish, Senpai! / Sup, Senpai?!                                                                  | Сэмпай, твоя мечта исполнилась! / Хай, Сэмпай?!                                                                 | 18 апреля 2021         |
| 3     | またやりましょうね、センパイっ / センパーイ、こっちこっち〜 Мата яримасё: нэ, Сэмпай! / Сэмпа:й, котти котти:                                                                                   | Let’s Play Again, Senpai. / Over Here, Senpai.                                                              | Сэмпай, давай сыграем снова. / Сюда, Сэмпай.                                                                    | 25 апреля 2021         |
| 4     | センパイ、顔真っ赤っスよ～？ / センパイは、もうちょっと…… Сэмпай, као макка ссу ё:? / Сэмпай ва, мо: тётто.....                                                                                 | You’re All Red, Senpai. / Senpai, You Could Be a Little More...                                             | Ты весь покраснел, Сэмпай. / Сэмпай, ты мог бы быть чуточку...                                                  | 2 мая 2021             |
| 5     | センパイのもこもこ / センパイ、ゴチっス！！ Сэмпай но мокомоко / Сэмпай, готи ссу!! | Senpai’s Poofball / Thanks, Senpai!                                                                         | Кудряшки Сэмпая / Спасибо, Сэмпай!                                                                              | 9 мая 2021             |
| 6     | センパイ、ちょろ過ぎる～♡ / センパイ！海、行きましょうー！ Сэмпай, тёро сугиру: ♡ / Сэмпай! Уми, икимасё:!                                                                                      | You're Such a Wimp, Senpai ♥ / Senpai! Let’s Go to the Beach!                                               | Ты лёгкая добыча, Сэмпай ♥ / Сэмпай! Идём на пляж!                                                              | 16 мая 2021            |
| 7     | センパイ、お祭り行きませんか？ / デートみたいっすね、センパイ♡ / 帰りましょう、センパイ Сэмпай, омацури икимасэн ка? / Дэ:то митай ссу нэ, Сэмпай ♡ / Каэримасё:, Сэмпай                        | Senpai, Want to Go to the Festival? / It’s Like a Date, Huh, Senpai? / Let’s Go Home, Senpai.               | Сэмпай, пойдёшь на фестиваль? / Мы словно на свидании, да, Сэмпай? ♥ / Идём домой, Сэмпай.                      | 23 мая 2021            |
| 8     | 意外と楽しいかもしれないっスね、元センパイ♡ / じゃんけんしましょう、センパイ！！ Игай то таноси: камо сирэнай ссу нэ, мото Сэмпай ♡ / Дзянкэн симасё:, Сэмпай!!                                 | That Might Actually Be Fun, Senpai♥ / Let’s Play Rock-Paper-Scissors, Senpai!!                              | А ведь это может быть весело, бывший Сэмпай ♥ / Давай сыграем в «камень-ножницы-бумага», Сэмпай!!               | 30 мая 2021            |
| 9     | センパイはムッツリだし！！ / キモキモセンパイがまともにデート 出来る わけ無いっしょ！！ Сэмпай ва мутцури да си!! / Кимокимо Сэмпай га матомо ни дэ:то дэкиру вакэ най ссё!!                    | Senpai’s Such a Closet Perv!! / There's No Way Creepy Senpai Could Go on a Proper Date!!                    | Сэмпай — тайный извращенец! / У такого мерзкого Сэмпая не может быть настоящего свидания!!                      | 6 июня 2021            |
| 10    | センパイって体、硬そーですよねぇ / やってやりますよ、センパイ！！ Сэмпай ттэ карада, катасо: дэсу ё нэ: / Яттэ яримасу ё, Сэмпай!!                                                              | You Seem Pretty Stiff, Senpai / I’ll Do It For You, Senpai!!                                                | Ты совсем негибкий, Сэмпай / Я помогу тебе, Сэмпай!!                                                            | 13 июня 2021           |
| 11    | センパイはどう思ってんスか？ / 素直じゃないんだからー、センパイはー♡ Сэмпай ва до: омоттэн су ка? / Сунао дзя най дакара:, Сэмпай ва:♡                                                          | What Do You Think, Senpai? / You Could Be More Honest, Senpai ♥                                             | А как ты сам считаешь, Сэмпай? / Ты мог бы быть честнее, Сэмпай ♥                                               | 20 июня 2021           |
| 12    | 非モテはぐフナセンパイにもついに春が到来っスか～？ / 愛とか言われちゃってますよぉセンパーイ？ Химотэ хагу фуна Сэмпай ни мо цуи ни хару га то:рай ссу ка:? / Ай то ка иварэтяттэмасу ё: Сэмпай? | Has Spring Come Even for You, the Unpopular Loner Louse Senpai? / Did You Hear Her Talk About Love, Senpai? | Хоть ты и одинокая морская мокрица, но и твой цветок наконец расцвёл? / Ты слышал её любовный разговор, Сэмпай? | 27 июня 2021           |

23 октября 2021 года было объявлено, что производство второго сезона получило зеленый свет.
Премьера второго сезона состоялась 7 января 2023 года; его производством занималась студия OLM.
| Серия   | Название на японском (официальные)         | Названия на английском (официальные)               | Названия на русском (не официальные)             | Дата премьеры в Японии |
| ------- | ------------------------------------------ | -------------------------------------------------- | ------------------------------------------------ | ---------------------- |
| 1 (13)  | センパイと私の仲なんスから～               | It's You and Me, Senpai~                           | Раз уж мы друзья, Сэмпай~                        | 07 января 2023         |
| 2 (14)  | センパイのお誘いっスか！？                 | You're Inviting Me, Senpai?!                       | Сэмпай, ты что, приглашаешь меня?                | 14 января 2023         |
| 3 (15)  | センパイ... さっきの... 聞いてました...?   | Senpai... Were You... Listening to What I Said...? | Сэмпай, признавайся... что ты слышал?            | 21 января 2023         |
| 4 (16)  | 上がってってくれたまえよ センパイ君        | Why don't you come inside senpai-kun ?             | Не хочешь зайти в гости, Сэмпай?                 | 28 января 2023         |
| 5 (17)  | ここがセンパイの部屋っスかー               | So This Is Your Room, Huh, Senpai?                 | Так вот какая у тебя комната, Сэмпай!            | 04 февраля 2023        |
| 6 (18)  | さあセンパイの今年の運勢は～？             | How Are Your Fortunes This Year, Senpai?           | Какое у тебя предсказание на этот год, Сэмпай?   | 11 февраля 2023        |
| 7 (19)  | センパイの滑りってやっぱそんな感じなんスね | I Figured That's How You'd Ski, Senpai             | Такое катание вполне в твоём стиле, Сэмпай.      | 18 февраля 2023        |
| 8 (20)  | パイセンさ ちょーっと体鍛えてみねぇ？      | Why Don't You Try Bulking Up a Little, Paisen?     | Сэмпай, почему бы тебе не привести себя в форму? | 25 февраля 2023        |
| 9 (21)  | センパイが一勝でもできたら... ね           | That Is, If You Win at Least Once, Senpai.         | Но только, если ты выиграешь хоть раз, Сэмпай.   | 04 марта.2023          |
| 10 (22) | 八王子先輩には大変お世話になりました       | Hachioji-senpai Taught Me a Lot.                   | Хатиодзи очень многому смог меня научить.        | 11 марта.2023          |
| 11 (23) | センパイは私がいなくて寂しくないっスか…？  | Don't You Miss Me, Senpai?                         | Сэмпай, ты хоть немножко по мне скучаешь?        | 18 марта.2023          |
| 12 (24) | じゃあ…本番にふさわしいことしちゃいます？  | Wanna Do Something to Make It Not a Dry Run?       | Хочешь так, чтобы свидание прошло не вхолостую?  | 25 марта.2023          |

## Критика
Премьера аниме получила противоречивые отзывы: Нагаторо своими проделками дважды за первую серию доводит Наото до слёз, и то, насколько зритель может принять подобные поддразнивания за флирт или сочтёт откровенным издевательством над героем, будет определяющим в его мнении о произведении.
Технически сериал выполнен великолепно: рисунок и освещение отличны, выражения лица Нагаторо переданы крайне живо. Игра актёров озвучивания крайне профессиональна, особенно отличилась Сумирэ Уэсака, озвучивавшая Нагаторо.